# 제임스 스태그
제임스 마틴 스태그 CB, OBE, FRSE(영어: James Martin Stagg CB, OBE, FRSE, 1900년 6월 30일~1975년 6월 23일)는 제2차 세계 대전 중 영국 공군에 소속되어 있었던 영국 기상청의 기상학자이다. 최종 계급은 공군 대령이었으며 드와이트 D. 아이젠하워 장군에게 연합군의 유럽 침공 날짜를 1944년 6월 5일에서 6월 6일로 변경하도록 설득한 것으로 잘 알려져 있다.

## 생애
스태그는 1900년 6월 30일 스코틀랜드 미들로디언의 댈키스에서 알렉산더 C. 스태그와 그의 아내 헬렌(엘렌) 사이에서 태어났다. 그는 15세까지 달키스 고등학교에서 교육을 받았다. 달키스 고등학교에서는 고등 교육을 제공하지 않았기 때문에, 그는 에든버러의 브로튼 주니어 학생 센터에서 학업을 마쳤다.

1921년, 스태그는 에든버러 대학교에서 문학사(우등) 학위를 받았다. 그 후 그는 교사가 되어 에든버러의 조지 헤리엇 학교에서 과학 교사로 일했다. 1923년 4월 7일, 그는 장교 훈련단(OTC)의 소위로 임관되어 조지 헤리엇 학교의 OTC 주니어 부서(현재의 통합 사관 생도 부대에 해당) 소속으로 복무하게 되었다.
1924년 스태그는 영국 기상청의 조수가 되었고, 1939년 큐 천문대의 소장으로 임명되었다. 1932/33년 겨울에 그는 북극 캐나다의 영국 극지 탐험대를 이끌었다.  1936년, 그는 지구 자기학에 관한 논문 모음으로 에든버러 대학교에서 이학박사(DSc) 학위를 받았다. 1937년 대관식 명예에서, 그는 항공부 기상청의 고급 기술 담당관으로서의 업적으로 대영제국 훈장(OBE) 장교로 임명되었다.
스태그는 오버로드 작전을 위한 SHAEF의 수석 기상 담당관으로 임명되었다. 1943년 11월 6일, 그는 비상 임관을 받아 영국 공군 예비군에서 그룹 캡틴(대령) 계급을 받았다. 이는 외부인에 익숙하지 않은 군 환경에서 필요한 권위를 부여해주었다. 스태그는 영국 해군, 영국 기상청, 미국 육군 항공대(USAAF)의 세 개의 예보팀과 함께 작업했다. D-Day 예보의 세부 사항은 스태그를 포함한 참가자들이 출판한 기록에 나와 있다.